# E-Chat
E-Chat,是一款多平台即时通信软件。

## 功能介绍
E-Chat支持阅后即焚、资讯传递、一键美图、短视频断点续传、内容分享等功能，联合支付宝、微信支付、银联支付、VISA支付以及数字货币支付等多种支付平台，可让用户进行手机充值、网络购物等日常生活的支付。